# Формула 1
Формула 1 е най-гледаното автомобилно състезание в Европа и Азия. В САЩ то отстъпва единствено на местните серии Индикар и Наскар. Състезанията се провеждат на територията на пет континента (Европа, Азия, Австралия, Северна и Южна Америка). Представлява пистов шампионат, който съществува под наименованието Формула 1 от 1950 г. Състезанията се провеждат на различни писти в целия свят, като минималният пробег трябва да е малко над 300 km. В зависимост от дължината на трасетата се правят от 44 обиколки на най-дългото – Спа-Франкоршамп, до 78 на най-късото – Монте Карло. Победителят в шампионата се излъчва на базата на най-много събрани точки през сезона, а титли се присъждат както на пилотите, така и на конструкторите. На победителя в едно Гран при (Голяма награда), както биват наричани стартовете, се дават 25 т., за 2-ро място – 18 т., за 3-то – 15 т., за 4-то – 12 т., за 5-о – 10 т., за 6-о – 8 т., за 7-о – 6 т., за 8-о – 4 т., за 9-о – 2 т. и за 10-о – една точка. 

## Автомобили
Автомобилът за Формула 1 се нарича болид, както космическото тяло. Той е специално подготвен за пробег от няколкостотин километра по равна писта с висока скорост. По правило е едноместен и е управляван от професионален пилот. Скоростта на някои писти достига над 340 km/h на правите участъци и над 180 km/h на завоите. Затова за Формула 1 най-важна е сигурността на пилотите, като не трябва на заден план да се оставя и атракцията за милионите зрители. Началото на големите промени по сигурността е дадено от злополучния инцидент с Аертон Сена на 1 май 1994 г., който става причина за смъртта му. Ето защо болидите трябва да отговарят на много високи изисквания за здравина и устойчивост.
Автомобилите за Формула 1 се изработват от композитни материали или по-скоро от полимери, подсилени с въглеродно влакно, изпичани в автоклави и осигуряващи по-голяма здравина на шасито. От 2014 година двигателите са 1,6-литрови с шест цилиндъра и турбо компресор. Максималните обороти са ограничени на 15 000 об/мин. Скоростната кутия е осемстепенна, полуавтоматична. Всички коли трябва да имат и задна скорост. Използва се задно задвижване на колелата. За по-добро сцепление на излизане от завой се използва системата TCS (Система за контрол на теглителната сила). Тази система не позволява на задните колела да превъртят при излизане от завой. От 2008 година е забранена, а заедно с нея и системата, която спомага да не се блокират гумите при спиране (ABS).
През 2014 година доставчик на гуми във Формула 1 е само една фирма – Пирели. Тя доставя на отборите специални гуми, които имат по четири канала, изисквани от ФИА с цел да се намали сцеплението на гумата с пистата, а оттам да се подобри скоростта. Всяка гума е снабдена с два кабела, които не позволяват откъсването ѝ от болида, дори при разрушаване на окачването. От 2007 е задължително използването на два вида гуми по време на състезанието – условно наречени „твърди“ и „меки“. По-меките гуми са маркирани с бяла ивица в един от каналите. Изключение от това правило се допуска при дъжд. От 2009 година са разрешени и гладките гуми (сликове).
Поради високата скорост, която автомобилите от Формула 1 достигат, в предната и задна част на колите са поставени крила (наричано още антикрило), повишаващи притискането им към пистата и оформянето на въздушните потоци около шасито, така че да му осигуряват максимална стабилност в завоите. Тези крила се наричат още спойлери и е установено, че теоретически при скорост над 220 km/h, благодарение на тях и останалите аеродинамични елементи, един болид би могъл да се движи безпроблемно по тавана на тунел например, тъй като силата на притискане превишава тежестта на автомобила.
Спирачките също са особено важни за сигурността на пилоти и публика. Те се произвеждат от AP Racing и Brembo, които са част от същия концерн, но съперничеството между тях за доставка на по-качествени продукти е все така оспорвано. Във Формула 1 се използват карбонови дискове на спирачките – максимална дебелина – 28 mm, диаметър 278 mm, а накладките са керамични. Този материал вече има широко приложение и в останалите спортни автомобили.

## Състезание и стратегия

### Квалификация
Квалификациите за място във Формула 1 се провеждат винаги в деня преди самото състезание, който винаги е събота. През годините начинът на определяне на победителя в квалификациите е многократно променян. В най-общи линии пилотите се класират по най-добрите си времена за една обиколка. Пилотът с най-добро време печели „Пол позишън“ и стартира от първа позиция в състезанието, пилотът с второ време стартира от втора стартова позиция и т.н. Оформянето на реда на стартиране на пилотите и тяхното подреждане на старта за състезанието се нарича „стартова решетка“.
През 2013 г. квалификацията се провежда на три етапа, като първият етап е от 20 минути и от него се класират 16-те най-бързи от общо 22 пилота. Останалите пилоти се подреждат на местата след 16-о по времето си. Вторият етап трае 15 минути и в него отпадат следващите 6 най-бавни пилоти, като останалите 10 най-бързи отиват на трети етап, в който се борят за максимално добро класиране на решетката. Шестимата най-бавни се подреждат по времето си. Третият етап е от 10 минути. Времената на състезателите от предишните два етапа не се взимат под внимание, а решаващи са времената в третия етап. 
От юни 1995 г. (точно преди Гран при на Франция 1995) ФИА въвежда правилото, че състезателите, дали в квалификацията време по-дълго от 107% от времето на победителя, не биват допускани до състезанието, освен при взимане на специално решение от журито.

### Точкова система
| позиция | 1950 – 1959 | 1960    | 1961 – 1990 | 1991 – 2002 | 2003 – 2009 | 2010 – 2018 | от 2019  |
| ------- | ----------- | ------- | ----------- | ----------- | ----------- | ----------- | -------- |
| 1       | 8 точки     | 8 точки | 9 точки     | 10 точки    | 10 точки    | 25 точки    | 25 точки |
| 2       | 6 точки     | 5 точки | 6 точки     | 6 точки     | 8 точки     | 18 точки    | 18 точки |
| 3       | 4 точки     | 4 точки | 4 точки     | 4 точки     | 6 точки     | 15 точки    | 15 точки |
| 4       | 3 точки     | 3 точки | 3 точки     | 3 точки     | 5 точки     | 12 точки    | 12 точки |
| 5       | 2 точки     | 2 точки | 2 точки     | 2 точки     | 4 точки     | 10 точки    | 10 точки |
| 6       | –           | 1 точка | 1 точка     | 1 точка     | 3 точки     | 8 точки     | 8 точки  |
| 7       | –           | –       | –           | –           | 2 точки     | 6 точки     | 6 точки  |
| 8       | –           | –       | –           | –           | 1 точка     | 4 точки     | 4 точки  |
| 9       | –           | –       | –           | –           | –           | 2 точки     | 2 точки  |
| 10      | –           | –       | –           | –           | –           | 1 точка     | 1 точка  |
| НБО     | 1 точка     | –       | –           | –           | –           | —           | 1 точка  |

### Най-бърза обиколка
Най-бързата обиколка в дадено състезание е тази, която е направена с най-голяма средна скорост, и съответно тази, която е постигната за най-кратко време сред състезателите. Пилотът и съответно конструкторът постигнали най-висока средна скорост за една обиколка се записват като постигнали НБО за даденото състезание. До 1959 г. правилникът е поощрявал пилотите да се стремят да реализират НБО в състезанието като за това са получавали 1 точка в съревнованието за световен шампион. През 2019 година награждаването на пилота с най-бърза обиколка с 1 точка е отново въведено в системата за точкуване.

### Спринтованадпревара
Спринтът представлява 100-километрово състезание до карирания флаг. Няма предвидени спирания в бокса, освен ако не се налага ремонт, и обикновено продължава около 30 минути.
Спринтовете са въведени през 2021 г. на Гран при на Великобритания и оттогава се провеждат на избрани кръгове от Световния шампионат на Формула 1. Първата такава надпревара – на Силвърстоун – е спечелена от Макс Верстапен с време 25:38.426 секунди.
Замисълът зад дължината на спринта е да се насърчи динамичното, а не стратегическо състезание, с акцент върху агресивното каране. Затова местата, избрани за провеждане на спринтове, са трасета с голям потенциал за изпреварвания. Първите осем коли, които завършат състезанието, получават бонус точки: победителят печели 8 точки, вторият – 7, и така надолу до 1 точка за осмия.
Сесията "Sprint Qualifying" определя стартовата решетка за спринта и замества втората свободна тренировка (FP2) в петък следобед. Самият спринт заменя третата свободна тренировка (FP3) в събота, а квалификацията за Гран при се провежда както обикновено следобед. Това означава, че пилотите и отборите са под натиск да настроят автомобилите си правилно още от първия опит, тъй като имат само една свободна тренировка.

## Голяма награда във Формула 1
Голямата награда във Формула 1 е кръг от Световния шампионат на ФИА, част от календара на Формула 1. Провежда се веднъж годишно в определена от световната федерация страна.
ФИА има изключително високи изисквания относно сигурността на пистите, които са домакини на старт за Голямата награда. Поради тази причина, ако някоя от пистите не отговаря на тези изисквания, често се случва състезанието да отпадне от календара на ФИА за кръг от шампионата.

## Технологии и пари
Във Формула 1 се използват най-новите технологии, които впоследствие често се прилагат в серийните автомобили. Най-добрите тимове са Мерцедес, Ред Бул-Рено, Уилямс, Ферари, Макларън.
Към 2013 г. бюджетите на най-силните тимове са около 375 млн. щатски долара за една година, докато тези на най-слабите отбора са около 75 млн. щатски долара годишно. Отборите разчитат на спонсорски пари за 80% от приходите си. Някои от пилотите в по-бедните отбори плащат над 15 млн. щатски долара за възможността да започнат кариерата си там. 
Заплатите на пилотите са десетки млн. щатски долара.

## Гледаемост
През 2013 г. сезонът на Формула 1 е гледан от 450 млн. зрители, което е с 50 млн. зрители по-малко от предходния сезон. Очакванията на Бърни Екълстоун са промяната на двигателите с шестцилиндрови от сезон 2014 да повиши гледаемостта на състезанията.